# Orhan Pamuk
Ferit Orhan Pamuk (n. 7 iunie 1952, Istanbul, Turcia) este un scriitor turc.
El este considerat unul din cei mai renumiți scriitori turci contemporani și este laureat al Premiului Nobel pentru Literatură în anul 2006. Operele sale au fost traduse în peste 40 de limbi și publicate în peste 100 de țări. 

## Biografie
Orhan Pamuk a crescut în unul dintre cele mai elegante cartiere din Istanbul, Nișantași, pe malul european al Bosforului. 
După ce a absolvit American Robert College din Istanbul, a cedat presiunilor familiei și s-a înscris la Institutul Tehnic ca să studieze arhitectura. Fiind nefericit, a abandonat cursurile după trei ani și s-a transferat la Universitatea din Istanbul, unde a absolvit jurnalismul în 1976.
În 1976 a absolvit Institutul de Jurnalistică a Universității Tehnice din Istanbul.

## Scriitor al cetății
Un partid naționalist turc a inițiat în anul 2005 un proces penal împotriva sa, pentru motivul că scriitorul a admis existența genocidului împotriva armenilor și kurzilor în timpul Imperiului Otoman. Această afirmație ar fi lezat, în opinia reclamanților, demnitatea națiunii turce.
Primul termen de judecată a avut loc pe 16 decembrie 2005.
În urma protestelor internaționale, ministerul justiției din Turcia a anunțat pe 22 ianuarie 2006 că nu acordă aviz favorabil judecării scriitorului.
Din cauza unei probleme de procedură, procesul a fost abandonat, în mod oficial la începutul anului 2006.
Revista americană „Time” l-a inclus în anul 2006 pe lista celor mai influenți 100 de oameni din lume.

## Recunoaștere internațională
A primit mai multe premii naționale și internaționale, printre care premiul Orhan Kemal în 1983 în Turcia, premiu IMPAC în 2003  Arhivat în 22 decembrie 2009, la Wayback Machine. și cel al Librarilor Germani în 2005[nefuncțională]
.
Pe 12 octombrie 2006, a primit Premiul Nobel pentru Literatură, pentru „descrierea sufletului melancolic al orașului lui natal și a simbolurilor de contrast și sinteză culturală pe care acest oraș le înmănunchează”, potrivit website-ului Fundației Nobel . Orhan Pamuk este primul turc laureat al acestui prestigios premiu. 
În Turcia, reacția autorităților a fost ambiguă - Ahmet Sezer, președintele țării, a omis să-l felicite pentru această distincție, însă a fost felicitat oficial de către premierul Recep Tayyip Erdogan.

## Opere
- Cevdet Bey ve Oğulları (1982), ISBN 975-470-455-4
  - rom. *"Cevdet Bey și fiii săi, traducere de Luminița Munteanu, ed. Polirom, 2013 (2017-TOP10+)
- Sessiz Ev (1983), ISBN 975-470-444-9
  - rom. * "Casa tăcerii", traducere de Luminița Munteanu, ed. Polirom, 2014 (2023-TOP10+)
- Beyaz Kale (1985), ISBN 975-470-454-6; 
  - rom. * Fortăreața albă, traducere de Luminița Munteanu, Ed. Curtea Veche, 2007/Ed. Polirom, 2013 (2021-TOP10+);

PREMIUL Nobel 2006
- Kara Kitap (1990), ISBN 975-470-453-8; 
  - rom. Cartea neagră, traducere de Luminița Munteanu, Ed. Curtea Veche, 2007/Ed. Polirom, 2019;

PREMIUL NOBEL 2006
- Yeni Hayat (1994), ISBN 975-470-445-7; 
  - rom. Viața cea nouă, traducere de Luminița Munteanu, Ed. Curtea Veche, 2006
- Benim Adım Kırmızı (1998), ISBN 975-470-711-1; 
  - rom. Mă numesc Roșu, traducere de Luminița Munteanu, Ed. Curtea Veche, 2006, 616 pag, ISBN 973-669-208-6
- Öteki Renkler (1999), ISBN 975-470-765-0
- Kar (2002), ISBN 975-470-961-0; 
  - rom. Zăpada, traducere de Luminița Munteanu, Ed. Curtea Veche, 2008, ISBN 978-973-669-589-6
- İstanbul – Hatıralar ve Șehir (2003)
- Masumiyet Müzesi (2008), ISBN 978-975-05-0609-3; 
  - rom. Muzeul inocenței, traducere de Luminița Munteanu, Ed. Polirom, 2010, ISBN 978-973-46-1754-8
- Manzaradan Parçalar: Hayat, Sokaklar, Edebiyat (2010), ISBN 978-975-05-0798-4.
- Saf ve Düșünceli Romancı (2011), ISBN 978-975-05-0940-7.
- Ben Bir Ağacım (2013), ISBN  978-975-08-2610-8.
- Kafamda Bir Tuhaflık (2014), ISBN 978-975-08-3088-4; 
  - rom. O ciudățenie a minții mele, Ed. Polirom, 2017, ISBN 978-973-46-5879-4
- Kırmızı Saçlı Kadın (2016), ISBN 978-975-08-3560-5; 
  - rom. Femeia cu Părul Roșu, Ed. Polirom, 2017, ISBN EPUB 978-973-46-6805-2.

## Premii
- 1979 Milliyet Press Novel Contest Award (Turcia)
- 1983 Orhan Kemal Novel Prize (Turcia)
- 1984 Madarali Novel Prize (Turcia)
- 1990 Independent Foreign Fiction Prize (Regatul Unit)
- 1991 Prix de la Découverte Européenne (Franța)
- 1991 Antalya Golden Orange Film Festival (Turcia)
- 1995 Prix France Culture (Franța)
- 2002 Prix du Meilleur Livre Etranger (Franța)
- 2002 Premio Grinzane Cavour (Italia)
- 2003 International IMPAC Dublin Literary Award (Irlanda)
- 2005 Peace Prize of the German Book Trade (Germania)
- 2005 Prix Médicis Etranger (Franța)
- 2005 Ricarda-Huch Prize
- 2006 Nobel Prize in Literature (Suedia)
- 2006 Washington University's Distinguished Humanist Award (SUA)
- 2006 Puterbaugh Award (SUA)
- 2008 Ovid Award (Romania)
- 2010 Norman Mailer Prize, Lifetime Achievement (SUA)
- 2012 Sonning Prize (Danemarca)
- 2012 Legion D'honneur (Franța)
- 2014 The Mary Lynn Kotz Award (SUA)
- 2014 Tabernakul Prize (Macedonia)
- 2014 The European Museum of the Year Award (Estonia)
- 2014 Helena Vaz da Silva European Award for Raising Public Awareness on Cultural Heritage
- 2015 Aydın Doğan Foundation Award (Turcia)
- 2015 Erdal Öz Literary Prize (Turcia)
- 2016 The Yasnaya Polyana Literary Award (Serbia)
- 2017 Budapest Grand Prize (Ungaria)
- 2017 Lampedusa Prize (Italia)
- 2017 Literary Flame Prize (Montenegru)[20]